# Torre de telecomunicaciones de Kiel
La Torre de telecomunicaciones de Kiel es una torre de radiodifusión de la ciudad de Kiel en Alemania. Es la estructura más alta de esa ciudad, se encuentra en el bosque de Vieburger y no está abierta al público.

## Historia

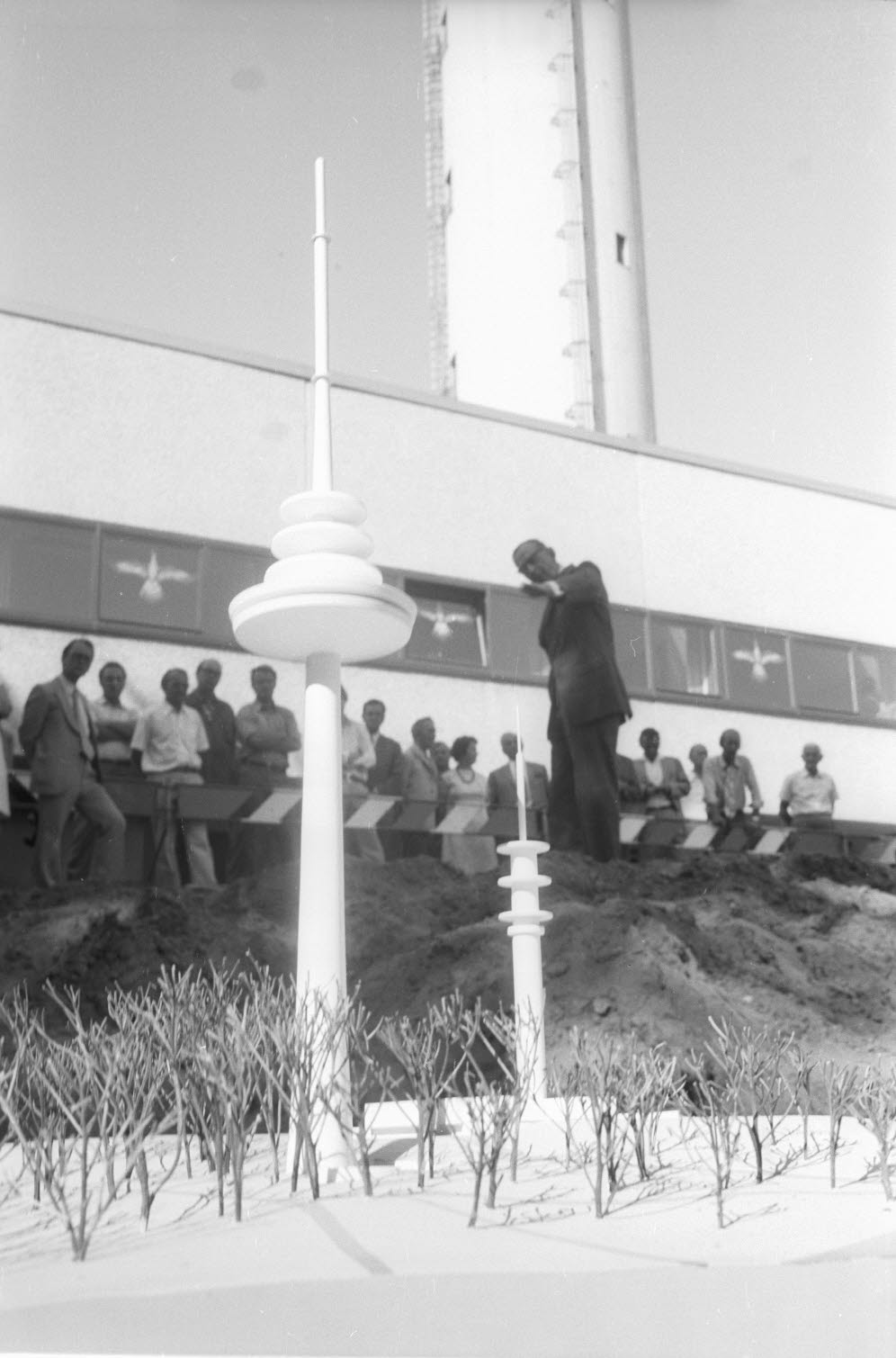
Colocación de la primera piedra con los modelos de la antigua y la nueva torre
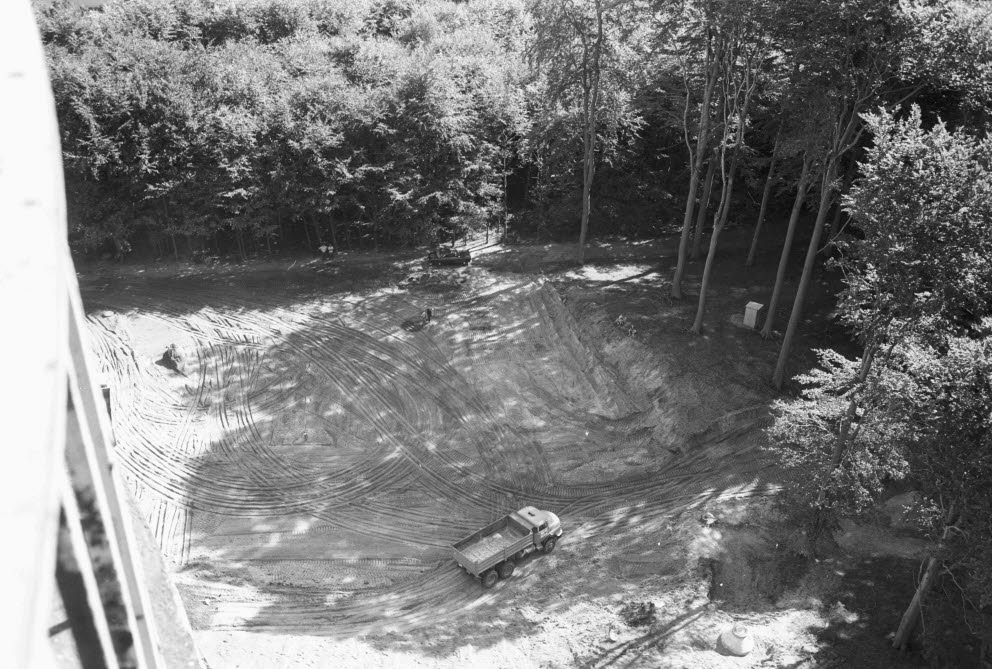
Inicio de la excavación para los cimientos. Vista de la antigua torre de telecomunicaciones
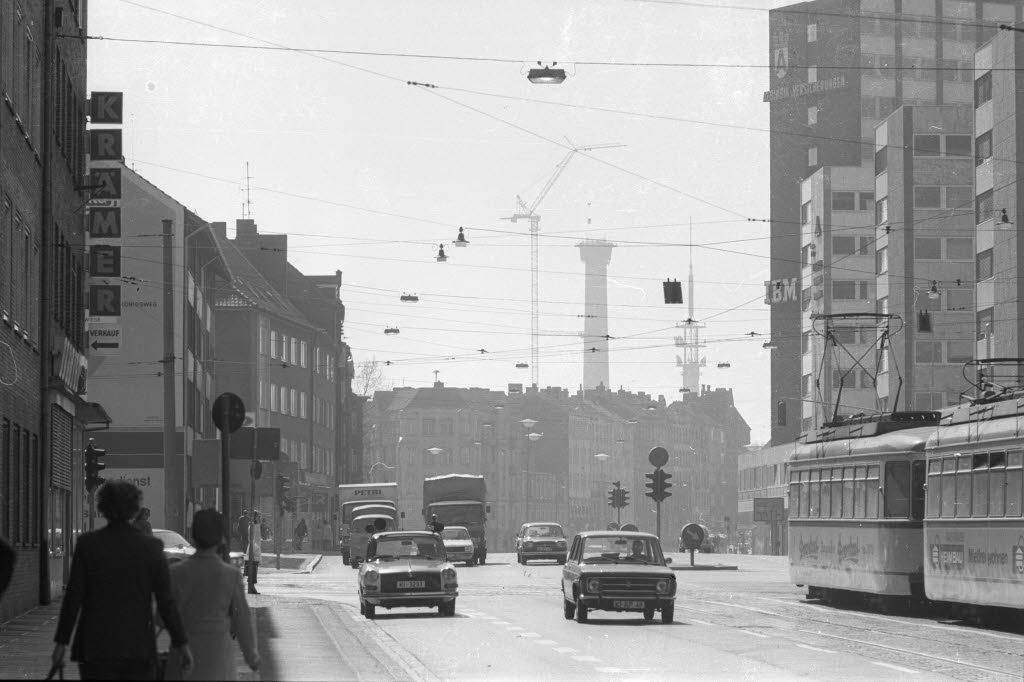
En el fondo, la antigua torre (derecha) y la nueva (izquierda)
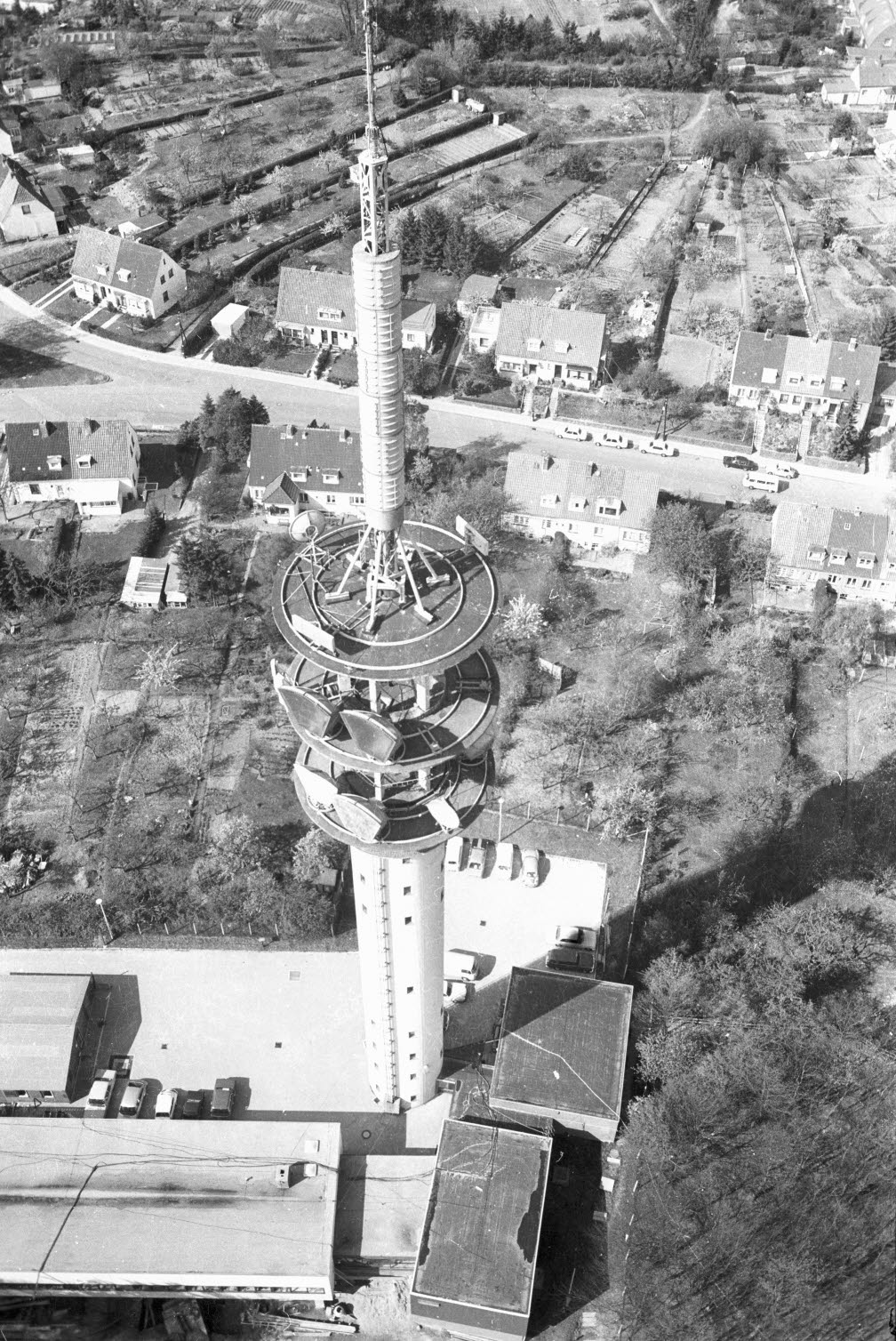
Vista de la nueva torre desde la antigua
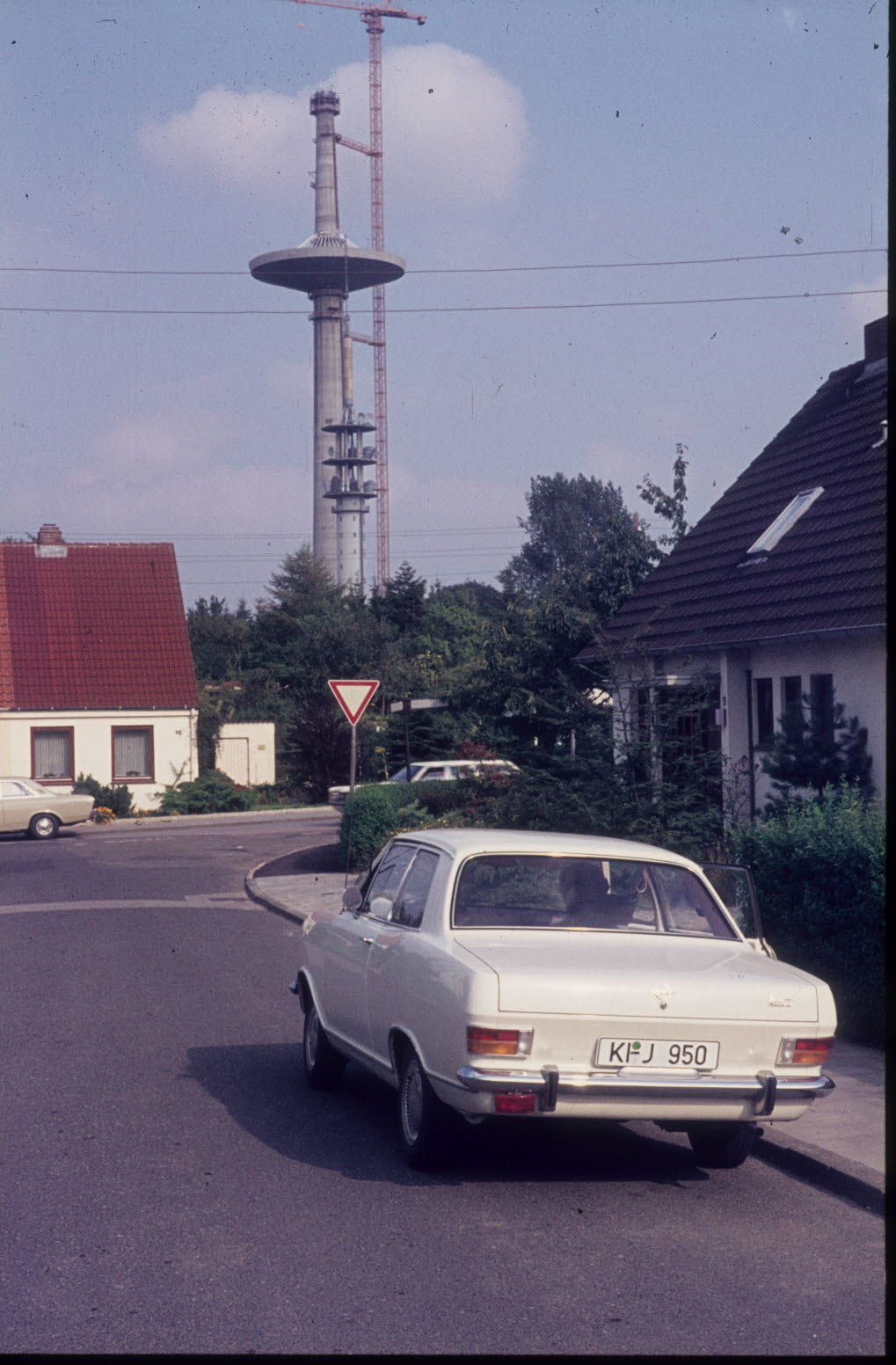
Torre de telecomunicaciones en construcción
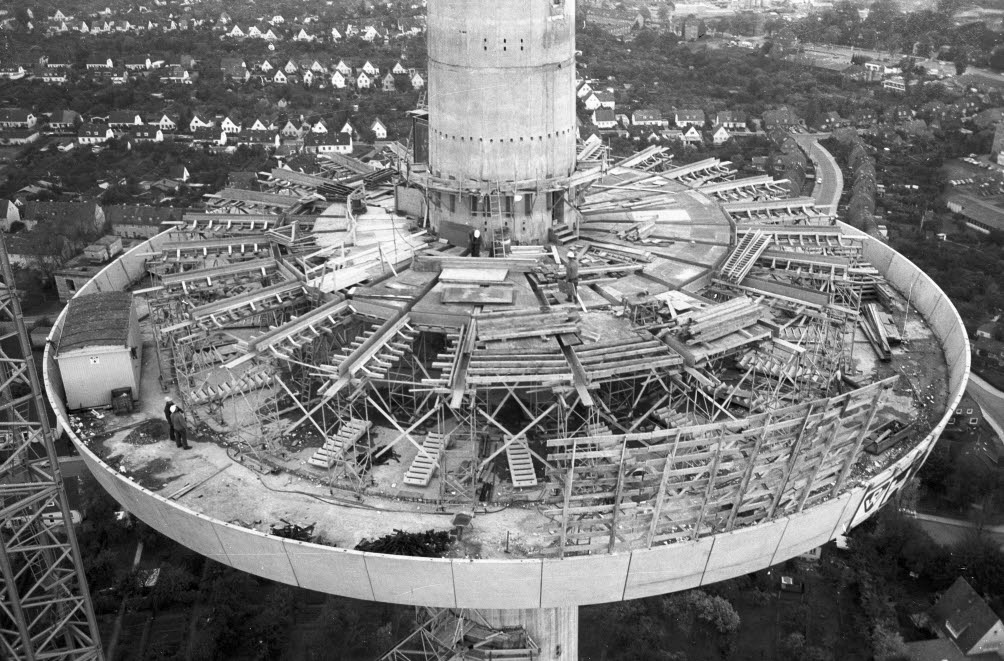
Detalle de la construcción de la cabina de mandos a más de 100 Metros de Altura
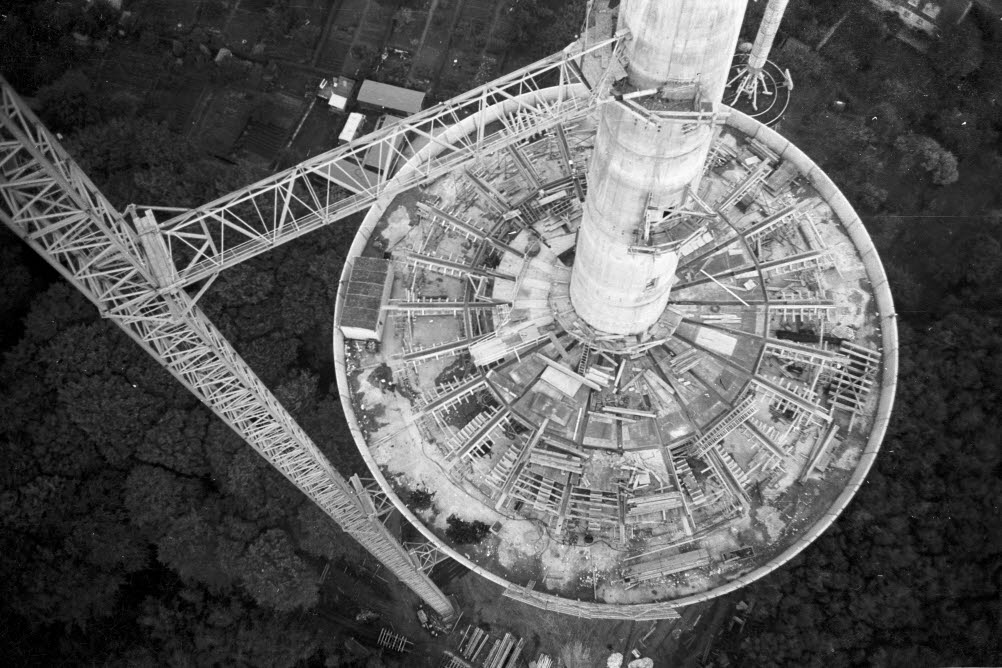
Detalle de la construcción de la cabina de mandos
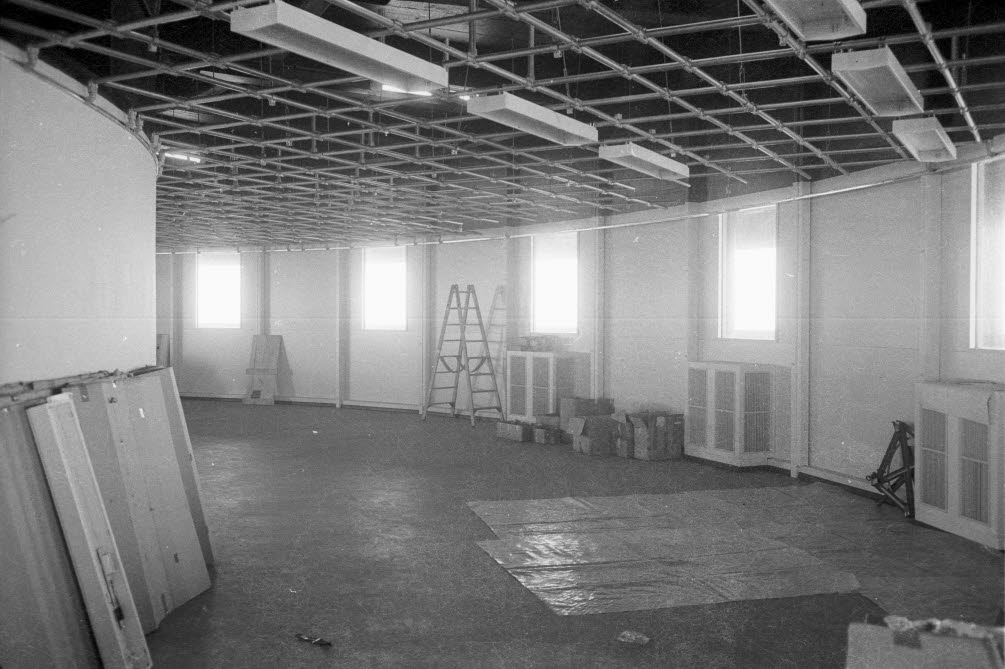
Cabina de mandos del Kiel Fernmeldeturms

Para la expansión de la tecnología DVB-T (año 2004) se cambió la antena por una cinco metros más pequeña.

## Réplicas
Se hicieron réplicas de la torre en Bremen, Münster y Cuxhaven. 